# Amareleja
A Freguesia de Amareleja é uma freguesia portuguesa do Município de Moura, na região do Alentejo, com 108,34 km² de área e 2030 habitantes (censo de 2021), tendo, por isso, uma densidade populacional de 18,7 hab./km². A sede é a vila de Amareleja.
É famosa pelos constantes recordes de temperatura máxima (47.4 °C). Durante muitos anos, até ao século XX, por causa da sua área, foi considerada a maior aldeia de Portugal. O vinho, o queijo branco de ovelha e o porco preto local são parte da culinária de Amareleja. A freguesia possuía em tempos a maior central mundial de energia solar. Está próxima da albufeira do Alqueva, do rio Ardila e do Castelo de Noudar.

## Etimologia
Em 10 de abril de 1677, o então padre da freguesia escreveu no termo de abertura de um livro de registo de visitas: "Freguesia de nossa Sª. de Concepsao de Marileiga …". Data de 1 de Abril de 1695, um documento que se refere ao "lugar de Nossa Senhora da Conceição de Mareleja".
Outra opinião diz que o nome surgiu devido à abundância de flores amarelas nos campos circundantes, pelo que os primeiros povoadores (possivelmente pastores da Beira Baixa) lhe chamavam "Campo das Amarelas" .
Ainda hoje existem duas propriedades entre a povoação e a fronteira de Espanha, cujos nomes são Amarelas e Amarela.

## História
Embora os documentos paroquiais referentes ao lugar datem de 1534, Amareleja  já consta nos censos de D. João III (realizados em 1527).Segundo o que se lê em "Portugal Restaurado - Luís de Meneses - Conde de Ericeira, Lisboa 1751", já pelas Guerras da Restauração, Amareleja foi vítima de pilhagens de inimigos castelhanos.
Os documentos paroquiais existentes na Torre do Tombo são referentes a 1793. No livro de visitas pastorais, foi lançada uma ordem do Bispo de Beja, em 23 de dezembro de 1773, para lhe serem enviados os livros de baptismos e matrimónios, livros estes que desapareceram, não permitindo apurar a sua idade.
Várias descobertas arqueológicas como, antas, sepulturas tipo Cromeleque, pinturas rupestres, machados de sílex, vestígios de fundição de metais, sepulturas da Idade do Bronze, sepulturas escavadas na rocha, quase sempre descobertas ao acaso, aquando de trabalhos agrícolas ou de construção de estradas, são sinais evidentes da permanência ou passagem de gerações de tempos muito mais recuados.
Também apareceram vestígios da civilização romana, tais como o pavimento de uma habitação, sepulturas com tampa circular que continham tigelas e fragmentos de lacrimal, moedas de Cláudio, fragmentos de tégulas, pedras de atafona, pedras de moinhos manuais. No Barranco de Valtamujo existem restos de uma ponte romana, que possivelmente daria ligação com outra existente no rio Ardila e perto do porto do Castelo. Esta ponte daria passagem aos moradores das margens de Vale de Navarro onde se encontram muitos vestígios de vida antiga.
No reinado de D. Sancho II, Moura (atual sede de município que integra a freguesia de Amareleja) foi conquistada aos Mouros e estabelecida em senhorio, segundo o regime feudal.
D. Sancho II entregou a Vila de Moura aos cavaleiros da Ordem do Hospital. Estes cavaleiros deixaram assinaladas em Amareleja a sua passagem e presença, podendo ainda as marcas da ordem ser vistas em marcos que possuem a sua cruz.
É de admitir, assim, que a formação das primeiras habitações tivessem a influência da Ordem do Hospital e de outros grandes senhores, visto que estes favoreciam a aglomeração de pastores e rebanhos vindos de várias partes do reino. Esta aglomeração não era mais que o juntar das suas malhadas e seu aperfeiçoamento, até virem a formar como que um "monte alentejano", cujo local teria sido o sítio ainda hoje chamado "Montinho" ou a parte da Vila denominada "aldeia velha".
Pensa-se que na reunião das Cortes da Cidade de Évora em novembro de 1481, o povo,  por meio dos seus procuradores, determinou a criação de capelas e hospitais que se repartiam pelas diversas comarcas do reino. Teria sido nesta altura que o lugar "Mareleja" veio a ser provido de assistência religiosa.
Mas, dados ou referências não vão além de 1527. Verifica-se em documentos desta altura, relativos ao censo realizado a mandado de D. João III, que o lugar já tinha 55 fogos. Podemos dar um período de cerca de duzentos anos para a criação destes 55 fogos, visto que as condições de vida não eram favoráveis para um desenvolvimento rápido.
Podemos afirmar que pelos fins do século XV as necessidades religiosas destas pessoas levou à construção da Igrejinha de Santo António que é considerado o Padroeiro dos Gados. Esta pequena igreja foi construída num pequeno outeiro a relativa distância dos lugares chamados "Montinho" e "aldeia velha".
Em 4 de abril de 1990 surgiu o Projeto de Lei nº 513/V que visava a elevação de Amareleja a vila. Mas, havia uma contrariedade, o número de eleitores - 2758 - era inferior aos 3000 exigidos por lei. Em 8 de setembro, do mesmo ano, foi discutido na Assembleia da República que a insuficiência de eleitores devia-se ao descuido dos eleitores que não se recenseavam. Finalmente, em 20 de junho de 1991, a Assembleia da República aprovou o Projeto de Lei, publicado a 16 de agosto. No ano seguinte, comemorou-se o aniversário da elevação de Amareleja a vila com um festival aéreo.

## Demografia
A população registada nos censos foi:
Nota: Por decreto de 24/05/1888 foi desanexada desta freguesia a de Estrela e incluida na Freguesia de Póvoa de S. Miguel
| Ano  | 0-14 Anos | 15-24 Anos | 25-64 Anos | > 65 Anos |
| 2001 | 420       | 366        | 1239       | 738       |
| 2011 | 389       | 289        | 1225       | 661       |
| 2021 | 249       | 207        | 1000       | 574       |

## Indústria
No final de 2008 entrou em funcionamento a Central Solar Fotovoltaica de Amareleja, a maior do mundo com 46 MW de potência e que produz 93 milhões de kWh por ano.

## Personalidades ilustres
- Eunice Muñoz (1928-2022), atriz
- Francisco Martins Ramos (1943-2017), professor e antropólogo
- Ana Arrebentinha (1993), humorista, atriz e apresentadora de televisão